# サクヤ×アヤセシリーズ 標的
『サクヤ×アヤセシリーズ 標的』は、東城和実による日本のカセットブック。

## 書籍
- 発売日：1992年3月1日
- 発売元：ムービックカセットドラマブック EASY BOOKS 23
- 出版社：ムービック
- サイズ：変型版
- カセットISBN 4896010094 (9784896010091)

## キャスト
- サクヤ：柴本広之
- アヤセ：山寺宏一
- 部長：嶋俊介
- 典礼院操：若本規夫
- ニュースアナウンサー：藤原啓治
- 信者女：安永沙都子
- 信者男：小室正幸、津久井教生
- 天の声：さとうあい
- ファーストフードの店員：野村真弓、安永沙都子

## スタッフ
- 原作・構成・監修・イラスト：東城和実
- 企画協力：和田満里子、相田由紀子、大陸書房
- 脚本：四谷シモーヌ、森岡由宇子
- 冊子４コマ：四谷シモーヌ
- 演出：藤山房伸
- 調整：山田均
- 効果：佐々木純一
- 音楽：宮内博行
- 音響製作：神南スタジオ
- 制作：アニメイトフィルム
- 製作：ムービック
- 装画：東城和美
- 装丁：上森麻子